# Alejandro Mon y Menéndez
Pour les articles homonymes, voir Menéndez.
Alejandro Mon y Menéndez, né à Oviedo le 26 février 1801 et mort le 1er novembre 1882, est un homme d'État espagnol, ministre de l'Économie et des Finances à plusieurs reprises (1837-1838, 1844-1846, 1846-1847, 1848-1849 et 1857-1858) et président du Conseil des ministres en 1864.
Il est connu pour la réforme budgetaire qu'il mit en place en 1845 dans l'optique de rationaliser et moderniser l'administration fiscale espagnole.
Il était également un intellectuel respecté. Il est membre fondateur de l'Académie royale des sciences morales et politiques.

## Biographie

### Carrière politique
Il étudie le droit à Université d'Oviedo. Très vite intéressé par la politique, il est vice-président des Cortes Generales et, durant la régence de Marie-Christine,ministre du Budget de 1837 à 1838, puis de nouveau sous Ramón María Narváez en 1844 jusqu'en 1846, où il doit faire face à une grave crise des finances publiques comme conséquence de la Première Guerre carliste.
Au cours de la décennie modérée, il est de nouveau nommé ministre par Francisco Javier de Istúriz, jusqu'en 1847 où il est président du Congrès des députés espagnol. En 1849 et 1857 il est de nouveau ministre pendant de courtes périodes.
Son apport à la gestion financière de l'État espagnol est considéré comme le plus important de son siècle. Sa réforme de modernisation et de simplification du système budgetaire, dénommée « Réforme Mon-Santillán » (en référence également à Ramón de Santillán) plaça l'Espagne au même rang que ses voisins à ce niveau, et exerça une influence durable. Il également connu pour avoir défendu la modernisation de l'économie en misant sur le chemin de fer et l'industrie manufacturière.
Il sera ensuite ambassadeur d'Espagne à Rome et à Paris et rejettera les propositions de retour à la politique active jusqu'à ce que le 1er mars 1864 il soit nommé président du conseil des ministres. Il succède ainsi à Lorenzo Arrazola pendant les 9 mois de crise de l'Union libérale. Au cours de cette période on lui doit d'avoir inclus dans son gouvernement le jeune Antonio Cánovas del Castillo, qui peut être considéré comme la figure la plus influente de la vie politique espagnole après la Restauration bourbonienne.
Après la Révolution de 1868 il se tient définitivement à l'écart de la vie politique, bien qu'il soit nommé sénateur à vie en 1876.